# Edward Newton
Edward Newton (Thetford in Engeland,10 november 1832 –  Lowestoft, Suffolk, 25 april 1897) was een Britse koloniaal ambtenaar en vogelkundige. Hij was de jongste broer van de ornitholoog Alfred Newton en studeerde net als Alfred aan het Magdalene College van de Universiteit van Cambridge, waar hij in 1857 afstudeerde. Hij behoorde tot de twintig personen die in 1858 de British Ornithologists' Union oprichtte. In 1859 begon hij zijn carrière als bestuursambtenaar en verbleef daartoe tot 1877 op Mauritius. Hij stuurde vanaf het eiland specimens naar zijn broer, waaronder de resten van een dodo (Raphus cucullatus) en de  rodriguessolitaire (Pezophaps solitaria), die toen al waren uitgestorven.
Tussen 1877 en 1883 was hij bestuursambtenaar op Jamaica. Samen met zijn broer Alfred publiceerde hij in 1881 in het  Handbook of Jamaica de List of the birds of Jamaica. Deze lijst werd in 1910 afzonderlijk in herziene vorm door  Philip Lutley Sclater uitgegeven.
Edward is soortauteur van 14 soorten vogels, waarvan zes uitgestorven soorten; daarnaast beschreef hij vier ondersoorten. Twee diersoorten zijn als eerbetoon naar hem vernoemd, de madagaskartorenvalk (Falco newtoni) en een soort gekko (Phelsuma edwardnewtoni). 